# Luis Buñuel
Luis Buñuel Portoles (Calanda, 1900. február 22. – Mexikóváros, 1983. július 29.) BAFTA-díjas spanyol születésű mexikói filmrendező. A társadalmi igazságtalanság, indokolatlan kegyetlenség, vallási túlbuzgóság és az erotika témáit megszállott makacssággal feldolgozó, eredeti stílusú rendező, aki különleges helyet foglal el a filmművészetben.

## Élete

### Korai munkássága
Hétgyermekes család első gyermekeként született Calandában, a spanyolországi Aragoniában. Zaragozában jezsuitáknál nevelkedett, kitűnő tanuló volt, jól sportolt, hegedülni is megtanult. 17 évesen beiratkozott a madridi egyetemre. Itt ismerkedett meg és kötött szoros barátságot a festő Salvador Dalíval és a költő Federico García Lorcával. Buñuel mérnöki tanulmányokat folytatott, majd az egyetem filozófiai tanszékének előadásait is látogatni kezdte. 1920-ban megalapította az első spanyol filmklubot, kritikákat írt az ott bemutatott filmekről. 1923-ban, apja halála után szakított a katolikus vallással, elhagyta Spanyolországot és 1925-ben Párizsba költözött, ahol az Értelmiségi Csoportok Nemzetközi Társaságának titkára lett. Később szintén Franciaországban kezdett dolgozni rendezőasszisztensként Jean Epstein és Mario Nalpas filmrendezők mellett. 1929-ben rendezte meg azt a 16 perces rövidfilmet, amely igazi áttörést jelentett nemcsak az ő életében, hanem a film történetében is. Az Andalúziai kutya volt, melyet Salvador Dalival együtt forgattak, és amely számos horrorisztikus jelenetet (például egy nő szemének borotvával való átvágása) tartalmazott, megbotránkoztatva ezáltal a francia közönséget.
A következő filmje az Aranykor volt, amit a hírhedt de Sade márki írásai alapján rendezett. A film erősen vallás- és burzsoáziaellenes, a történetét tekintve pedig különösnek, egyedinek mondható, hogy a cselekményt folyton filmhíradórészletek, természetfilmek szakítják meg. Buñuel szándéka, hogy filmjével botrányt okozzon, tökéletesen sikerült: a párizsi Studio 28 avantgárd moziban való rövid ideig tartó vetítés után a filmet betiltották.
1934-ben házasodott meg Párizsban, Jeanne Rucart vette el feleségül. Két gyermeke született: Rafael és Juan Luis Buñuel.
Az Aranykor után Buñuel 1933-ban visszatért Spanyolországba, és megrendezte a Föld kenyér nélkül című, paraszti életmódot bemutató dokumentumfilmet. 1936-ban kitört a spanyol polgárháború, amely során Francisco Franco fokozatosan átvette Spanyolország irányítását. Mivel Buñuel még 1936-ban felajánlotta szolgálatait a köztársasági kormánynak, Franco győzelmeit látva elhagyta az országot, és Amerikába emigrált.

### Hollywoodi évek
Kezdetben New Yorkban dolgozott a Modern Művészetek Múzeumának (Museum of Modern Art) filmarchívumában, majd röviddel az Egyesült Államokba érkezése után a film fővárosába, Hollywoodba költözött. Angolul azonban nem beszélt, így a stúdiók legfeljebb kisebb vágómunkákra, segédrendezői állásra vették csak fel. Visszatért New Yorkba, ahol újból a Modern Művészetek Múzeumának filmarchívumában folytatta munkáját. Salvador Dali megszakította barátságukat, mert szerinte kommunista és ateista volt, ahogy az életrajzában elismerte. Majd elmozdították a múzeumból, és immár másodszor ment Hollywoodba, ahol sikerült munkát találnia a Warner Brothers stúdióban. De felháborodva az ottani munkamódszereken, visszatért Európába.

### Mexikói évek
Buñuel 1947-ben érkezett Mexikóba, és 1949-ben kapta meg a mexikói állampolgárságot. Mexikóban a karrierje ismét fölfelé ívelt. Az első filmje, amit új hazájában forgatott A varázslatos kaszinó volt, 1946-ban rendezte Oscar Dancigers producerrel. A filmnek nem lett nagy sikere, ám ez nem kedvetlenítette el, 1949-ben újból Oscar Dancigerssel együtt dolgozott új filmjén A nagy tökfejen, ami sikert hozott nemcsak számára, hanem a film főszereplőjének, Fernando Solernek is. A film készítése közben megismerkedett a legújabb technikákkal, melyeket újabb alkotásaiban sikeresen fel is használt. Dancigers a siker után szabad kezet adott Buñuelnek mind a rendezés, mind a forgatókönyvírás terén. Ennek eredménye volt Az elhagyottak (1950) című filmje, mely a szürrealizmus mintapéldánya. Az elhagyottak dicsőséget szerzett Buñuelnek, e filmjével lett immár másodszorra is világhíres.
Buñuel élete legnagyobb részét Mexikóban töltötte, ahol 21 filmet rendezett, melyek közül számos darab a film történetének kiemelkedő alkotása is egyben. A leghíresebbek:
- Ő (1953)
- Archibald de la Cruz bűnös élete (1955)
- Nazarin (1958)
- Oszlopos Simeon (1965)

### Francia évek
1960-ban visszatért Spanyolországba, itt elkészítette a Viridianát, melyet a spanyol hatóságok egyházellenesnek találtak és ellehetetlenítették a bemutatását. Mégis sikerült kicsempészni a cannes-i nemzetközi filmfesztiválra, ahol elnyerte a fődíjat.
A Viridiana botránya után Buñuel Franciaországba ment dolgozni, Serge Silberman producer meghívására. Olyan művek születtek rendezésében mint A nap szépe, A vágy titokzatos tárgya, A burzsoázia diszkrét bája – hogy csak a legismertebbeket említsük. A vágy titokzatos tárgya elkészülte után visszavonult a rendezéstől és megírta önéletrajzát, melyben beszámolt életéről, barátairól, családjáról. 1983-ban hunyt el Mexikóvárosban, májzsugor következtében.

## A katolikus egyház és Buñuel
Világéletében ateista volt, ha ateizmusáról érdeklődtek, gyakran válaszolta, hogy „Még mindig ateista vagyok, hál' istennek”. A legtöbb filmjében megjelenik a katolikus egyház, mint a korrupció, önáltatás, önhazugság megformálója. Az Aranykorban a főszereplő férfi egy érseket dob ki az ablakon. A burzsoázia diszkrét bája című filmjében egy pap az utolsó kenet feladása után lelövi a haldoklót, a Tejútban egy anarchista álmában lelövi a pápát.

## Filmtechnikája
„Szeretem az egyszerűséget és utálom a technikát” – vallotta Buñuel, mely alapelve a filmjeiben is felismerhető. Buñuel filmjei kis költségvetésű produkciók, egy filmet néhány hét alatt leforgatott, soha nem írta át a forgatókönyvet, minimalizálta a költségeket. A színészeknek viszonylag nagy szabadságuk volt a színjátszás terén, Buñuel a színészekre bízta a cselekmény megformálását, mindössze a fizikai cselekményeket írta elő (például menj át a szobán stb.).
Feltűnő, hogy filmjeiben zenei effektek, filmzenék szinte egyáltalán nincsenek.

## Archetipikus képsorok
Buñuel filmjeiben az ősi, archetipikus képek, tárgyak, cselekmények, emberek meghatározó szerepet játszanak, gyakran végigvonulnak a teljes filmen mint főmotívumok, szimbólumok. A leggyakoribb, több filmjében előforduló szimbólumok:
- betegség, maradandó sérülések: megalázott vakok, értelmi fogyatékosok, törpék, tolókocsisok
- csonkított testrészek: borotvával kettévágott szem, megvakítás, levágott kezek, amputált láb
- maszturbáció, nemi erőszak, szeretkezés
- leselkedés
- álomképek, álomhangulat, álomfejtés, szürrealista képek
- lábfétis, vér, lábmosás, lábcsók – adóráció, gyaloglás, cipők
- papok – bolondok vagy álszentek, közönyösek, megváltók
- gyermekek, akiket megerőszakolnak, megvernek, megölnek
- uralkodó apák, megrontó nagybácsik és anyák, önkényeskedő háziurak
- vándorút, zarándokút, utazás
- zárt és nyitott, természetes és mesterséges terek labirintusa, álomszerű városok, szűk sikátorok
- zenélő doboz, szekrény, WC

## Filmjei
- Andalúziai kutya (Un chien andalou) (1929)
- Aranykor (L'Âge d'or) (1930)
- Föld kenyér nélkül – a hurdok (Las Hurdes) (1933)
- A varázslatos kaszinó/A nagy kaszinó (Gran Casino) (1947)
- A nagy tökfej (El Gran Calavera) (1949)
- Elhagyottak (Los olvidados) (1950)
- Susana (1951)
- Az elveszett lány (La hija del engaño) (1951)
- Egy asszony szerelem nélkül (Una mujer sin amor) (1951)
- Emelkedés az égbe (Subida al cielo) (1951)
- A durva (El bruto)(1952)
- Ő (El) (1952)
- Üvöltő szelek (Abismos de pasión) (1954)
- Az ábrándok villamoson utaznak (La ilusión viaja en tranvía) (1953)
- Robinson Crusoe (Las Aventuras de Robinson Crusoe) (1954)
- A folyó és a halott (El río y la muerte) (1954)
- Archibald de la Cruz bűnös élete (Ensayo de un crimen – La vida criminal de Archibaldo de la Cruz) (1955)
- Hajnalodik (Cela s'appelle l'aurore) (1955)
- Halál a kertben (La mort en ce jardin) (1956)
- Nazarín (1959)
- El Paóban nő a láz (La fiévre monte á El Pao) (1959)
- A fiatal lány (La joven) (1960)
- Viridiana (1961)
- Az öldöklő angyal (El angel exterminador) (1962)
- Egy szobalány naplója (Le journal d'une femme de chambre) (1964)
- Oszlopos Simeon (Simón del desierto) (1965)
- A nap szépe (Belle de jour) (1967)
- Tejút (La voie lactee) (1969)
- Tristana (1970)
- A burzsoázia diszkrét bája (Le charme discret de la bourgeoisie) (1972)
- A szabadság fantomja (Le fantome de la liberté) (1974)
- A vágy titokzatos tárgya (Cet obscur objet du désir) (1977)

## Magyarul megjelent művei
- Luis Buñuel; a Reflexió különkiadása, a rendező önéletrajzi írásaiból válogatott idézetekkel; szerk. Dévényi Edit et al.; BME, Bp., 1984
- Utolsó leheletem; ford. Xantus Judit; Európa, Bp., 1989
- Odalenn; ford. Balázs Katalin, Szántai Zsolt; Szukits, Szeged, 2001 (Modern klasszikusok)
- Utolsó leheletem; ford. Xantus Judit; átdolg., jav. kiad.; L'Harmattan, Bp., 2006
- Forgatókönyvek; L'Harmattan, Bp., 2006–2008
  - 1. Az andalúziai kutyától Az öldöklő angyalig / Az andalúziai kutya / Aranykor / Viridiana / Az öldöklő angyal; ford. Imrei Andrea; 2006
  - 2. Az Egy szobalány naplójától a Tristanáig; Egy szobalány naplója / A Tejút / Tristana; ford. Imrei Andrea; 2008